# Itabuna Esporte Clube
L'Itabuna Esporte Clube, noto anche semplicemente come Itabuna, è una società calcistica brasiliana con sede nella città di Itabuna, nello stato di Bahia.

## Storia
Il club è stato fondato il 23 maggio 1967. L'Itabuna ha partecipato al Campeonato Brasileiro Série A nel 1978, dove è stato eliminato al secondo turno, e nel 1979, dove è stato eliminato al primo turno. Ha vinto il Campeonato Baiano Segunda Divisão nel 2002.

## Palmarès

### Competizioni statali
- Campeonato Baiano Segunda Divisão: 1

2002, 2022